# カール・メジャニ
カール・メジャニ（阿: كارل مجان, Carl Medjani, 1985年5月15日 - ）は、フランス共和国ローヌ県リヨン出身のサッカー選手。アルジェリア代表。ポジションはディフェンダー。

## クラブ経歴
ASサンテティエンヌの下部組織からジェラール・ウリエに引き抜かれ、リヴァプールFCに移籍。2004-05シーズンはリーグ・ドゥのFCロリアンにローン移籍し、翌シーズンはリーグ・アンのFCメスにローン移籍した。2006年には契約切れを期にFCロリアンに移籍するも、2シーズン目にACアジャクシオにローン移籍し、翌シーズンには完全移籍した。
2013年1月、ASモナコに移籍した。出場機会に恵まれずオリンピアコスFCにローン移籍するも、ここでもレギュラーを掴めなかった。シーズン後半にはヴァランシエンヌFCにローン移籍した。
2014年8月、トラブゾンスポルに移籍した。
2016年1月30日、レバンテUDに移籍。2016年8月よりCDレガネスに移籍した。2017年1月にはトラブゾンスポルに戻った。
2017年8月、スィヴァススポルに移籍した。

## 代表経歴
世代別フランス代表として2002年にUEFA U-17欧州選手権で準優勝し、2005、2006年のトゥーロン国際大会で優勝した。
2010 FIFAワールドカップ直前合宿にアルジェリア代表に招集され、大会メンバーにエントリーされるも出場せず。8月11日親善試合ガボン戦でスタメン出場し、初キャップを記録した。2013年10月12日の2014 FIFAワールドカップ・アフリカ3次予選、ブルキナファソ戦で代表初得点を挙げた。しかも、貴重なアウェーゴールとなった。
2017年9月、代表引退を発表した。

## 所属クラブ
- リヴァプールFC 2003-2006

→ FCロリアン 2004-2005 (loan)
→ FCメス 2005-2006　(loan)
- FCロリアン 2006-2008

→ ACアジャクシオ 2007-2008 (loan)
- ACアジャクシオ 2008-2013
- ASモナコ 2013.1-2014

→ オリンピアコスFC 2013.7-2014.1
→ ヴァランシエンヌFC 2014.1-6
- トラブゾンスポル 2014-2015
- レバンテUD 2016
- CDレガネス 2016-2017.1
- トラブゾンスポル 2017.1-2017.6
- スィヴァススポル 2017.7-

## 代表歴

### 出場大会
- アルジェリア代表
  - 2010 FIFAワールドカップ
  - 2014 FIFAワールドカップ

### 試合数
- 国際Aマッチ 62試合 4得点（2010年-2018年）[2]

| アルジェリア代表 | 国際Aマッチ | 国際Aマッチ |
| 年               | 出場        | 得点        |
| ---------------- | ----------- | ----------- |
| 2010             | 4           | 0           |
| 2011             | 3           | 0           |
| 2012             | 7           | 0           |
| 2013             | 10          | 1           |
| 2014             | 11          | 1           |
| 2015             | 13          | 1           |
| 2016             | 6           | 0           |
| 2017             | 4           | 0           |
| 2018             | 4           | 1           |
| 通算             | 62          | 4           |